# Hectografia
Hectografia é um processo de cópia de textos ou desenhos, a partir de uma placa de gelatina tratada com glicerina, sulcada com estilete ou com caracteres dictográficos. Processo muito utilizado antigamente para mimeografar partituras musicais.